# Sodna palača, Pretoria
Sodna palača je del severne fasade Cerkvenega trga v Pretorii. Stavba je iz 19. stoletja in jo je zasnoval nizozemski arhitekt Sytze Wierda. Trenutno je sedež oddelka province Gauteng višjega sodišča Južne Afrike, nekdanjega višjega sodišča province Transvaal in njegove predhodnice Južnoafriške republike.
Temeljni kamen je 8. junija 1897 položil predsednik Južnoafriške republike (ZAR), bolj znane kot Transvaal, Paul Kruger. Postavljena je bila nasproti stare vladne stavbe. Obe stavbi je zasnoval nizozemski arhitekt.
Tu je potekalo najbolj znano politično sojenje v zgodovini Južne Afrike, Rivonia Trial. Med sojenjem so bili Nelson Mandela in številni drugi vidni člani Afriškega nacionalnega kongresa (ANC) obtoženi izdaje in nato zaprti.
31. maja 1961 je pred več tisoč ljudmi, ki so se zbrali na Cerkvenem trgu, imel Charles Swart svoj prvi uradni govor kot prvi državni predsednik Južnoafriške republike s ploščadi, postavljene ob vznožju sodišča.
Prvi nebel sodnik, ki je sedel na tem sodišču, je bil Ismail Mahomed (1991), prva ženska pa Lucy Mailula (1995).
Leta 1997 je vrhovno sodišče Transvaala postalo višje sodišče za provinčni oddelek Transvaal in leta 2009 višje sodišče za Gauteng North.
Od leta 2013 je sodno sodišče v Pretorii eden od dveh sedežev (skupaj s sodnim sodiščem v Johannesburgu) oddelka Gauteng višjega sodišča Južne Afrike, ki je pristojno za severni Gauteng, Mpumalanga, Limpopo in severozahodna okrožja Bloemhof, Brits, Christiana, Klerksdorp, Potchefstroom, Schweizer-Reneke, Ventersdorp in Wolmaransstad.

## Gradnja
Sodno palačo je zgradil Departement van Publieke Werken (DPW) pod vodstvom arhitekta Sytze Wierda in gradbenika Johna Munroja. Gradnja stavbe je potekala med drugo bursko vojno, med katero so jo začasno uporabljali kot bolnišnico za britanske vojake. Notranjost vključuje okrašeno kombinacijo poliranega lesa, medenine, barvnega stekla, keramičnih tal in več drugih prestižnih elementov za to dobo. V času dokončanja so stroški gradnje znašali 115 260 GBP.